# John Elway's Quarterback
John Elway's Quarterback is een computerspel dat werd ontwikkeld door Leland Corporation en werd uitgegeven door Melbourne House. Het spel kwam in 1987 uit als arcadespel. Hierna volgende verschillende homecomputers. Bij het spel kan American football gespeeld worden. Het speelveld wordt van bovenaf getoond. Het spel spel werd onderschreven door American Footbalspeler John Elway. Het spel is Engelstalig.

## Platforms
| Jaar | Platform                 |
| ---- | ------------------------ |
| 1987 | Arcade                   |
| 1988 | Commodore 64, PC Booter  |
| 1989 | NES                      |
| 1990 | Amstrad CPC, ZX Spectrum |